# Attentat du 23 mai 2017 à Bosasso
L'attentat de Bosasso est un attentat suicide terroriste qui se déroule le 23 mai 2017 à Bosasso, ville côtière au nord de la Somalie. Le terroriste a déclenché les explosifs qu'il portait sur lui alors qu'il se faisait arrêter par les forces de sécurité à un point de contrôle. Il tue un membre des forces de sécurité et quatre civils,.
L'attaque a été revendiquée le soir par l'organisation État islamique via son organe de presse Amaq. C'est le premier attentat du groupe terroriste en Somalie,.